# Thrypticomyia carissa
Thrypticomyia carissa là một loài ruồi trong họ Limoniidae. Chúng phân bố ở miền Australasia.